# Wasseiges
Wasseiges (wa. Wazedje) – miejscowość i gmina (commune) w Belgii, w Regionie Walońskim, w prowincji Liège, w okręgu Waremme. 1 stycznia 2024 roku liczyła 3138 mieszkańców.

## Podział administracyjny
W skład gminy wchodzą trzy dzielnice (section):
- Acosse
- Ambresin
- Meeffe